# Al-Jahiz (krater)
Al-Jahiz är en nedslagskrater på planeten Merkurius. Al-Jahiz är ungefär 83 kilometer i diameter.
1976 namngavs den efter den arabiske författaren Al-Jahiz.